# Renault 12

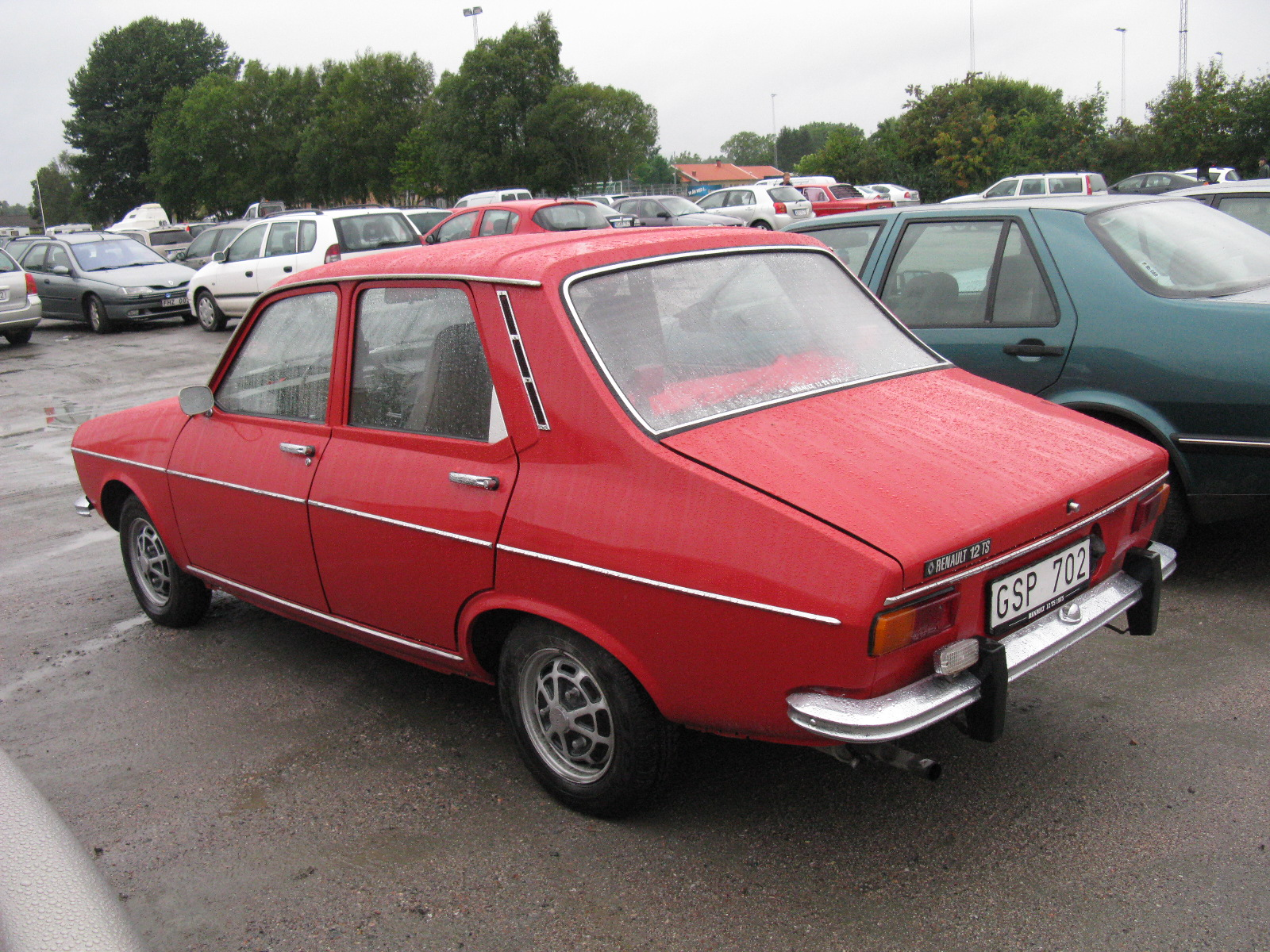
Renault 12 TS

Renault 12 (укр. Рено 12) — великий сімейний автомобіль, що представлений французьким виробником Renault на Паризькому автосалоні в жовтні 1969 року і виготовлявся у Франції до 1980 року і доступний як седан (Berline) і універсал (Break), також автомобіль виготовляли за ліцензією в багатьох країнах по всьому світу на початку 21-го століття.
У перші кілька років Renault 12 отримав похвалу від Європейської преси за просторий комфортабельний салон, стиль, продуктивність і низьке споживання палива.
Обсяг двигуна становив 1289 см³ і потужністю 54 к.с., що дозволяв розігнати автомобіль до 144 км/год. Витрата палива становив близько 9,4 літра на 100 км.

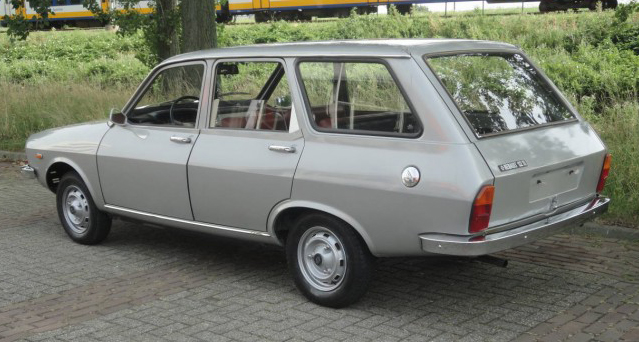
Renault 12 TL Break

Виробництво і продаж Рено 12 закінчилася в Західній Європі в 1980 році, але модель як і раніше вироблялися і продавалися філій Renault в інших країнах. Останній R12 був виготовлений в 2000 році в Туреччині, в той час як румунський автовиробник Dacia продовжував виробляти седан і універсал 1310, виготовлений на основі R12, до 2004 року, а Dacia Pick-Up до грудня 2006 року.

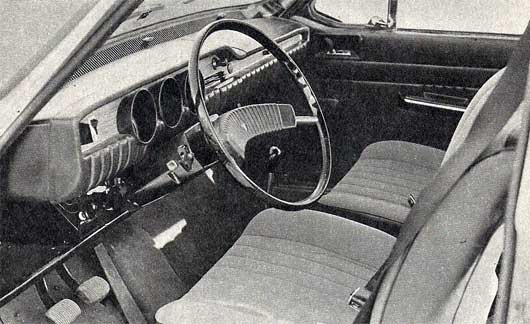

Комерційно Рено 12 був успішним автомобілем, всього продали 2,5 млн. одиниць.

## Двигуни
- 1289 см3 810 I4
- 1397 см3 847/C1J I4
- 1565 см3 C2L I4 (RA/TR)
- 1565 см3 A2L/807-20 I4 (США/Gordini)
- 1596 см3 807-G I4 (Gordini)
- 1647 см3 A2M I4 (США)

## Виробництво по всьому світу

### Південна Америка

#### Renault 12 Alpine

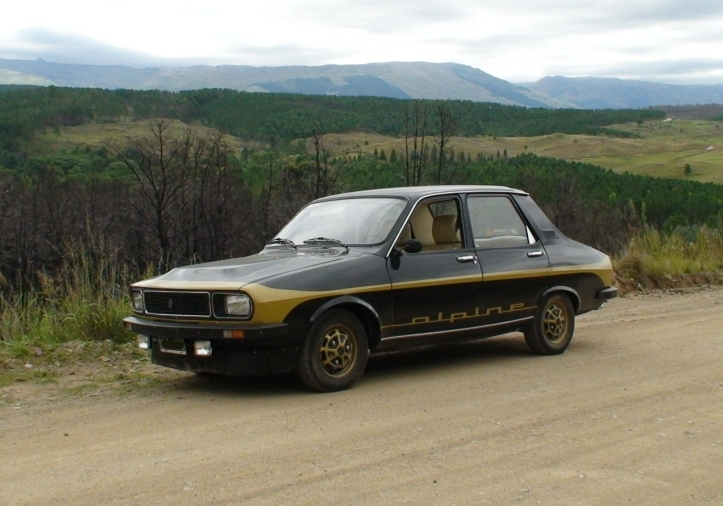
R12 Alpine

R12 Alpine був спортивною версією, розробленою для поліпшення іміджу марки на місцевих ралі. Головними особливостями були двигун об'ємом 1397 куб.см від R5 Alpine (побудований на місцевому рівні з імпортними деталями), опуклий капот зі скловолокна, підвіска, налаштована на змагання, та спеціальні схеми фарбування. Двигун видавав 110 PS (81 кВт; 108 к.с.), що давало Alpine максимальну швидкість близько 175 км/год (109 mph). Нова підвіска також була такою ж гарною, як і силова установка, будучи оціненою в той час як «видатна» і „йде як по рейках“ (CORSA Magazine). Однак Renault не була зацікавлена в масовому виробництві, і в період з 1977 по 1980 рік було виготовлено лише 493 одиниці (продавалися з 1978 року). Крім того, процес ручного складання Alpine та імпортні деталі зробили його таким, що коштував приблизно на 40% дорожче, ніж базова версія TL. Запчастини R12 Alpine іноді використовувалися ралійними R12 TS, оскільки вони надавали автомобілю досить бажані характеристики, але, як і сам R12 Alpine, ці деталі були рідкісними.